# Eleutheromycella mycophila
Eleutheromycella mycophila är en svampart som beskrevs av Höhn. 1908. Eleutheromycella mycophila ingår i släktet Eleutheromycella, divisionen sporsäcksvampar och riket svampar.   Inga underarter finns listade i Catalogue of Life.